# Шенвальд-ім-Шварцвальд
Шенвальд-ім-Шварцвальд (нім. Schönwald im Schwarzwald) — громада в Німеччині, знаходиться в землі Баден-Вюртемберг. Підпорядковується адміністративному округу Фрайбург. Входить до складу району Шварцвальд-Бар.
Площа — 27,81 км2. Населення становить 2515 ос. (станом на 31 грудня 2020).